# Rue Léopold
De rue Léopold (Nederlands: Leopoldstraat) is een straat in het centrum van Luik, de hoofdstad van de gelijknamige provincie in het Belgische gewest Wallonië. De straat begint aan de oostzijde van de Place Saint-Lambert, aan het kruispunt met de rue du Bex en de rue Joffre, en loopt zuidoostwaarts tot aan de Pont des Arches over de Maas. Aan de andere kant van de rivier ligt de wijk Outremeuse.
De bebouwing in de straat bestaat voornamelijk uit een architecturaal vrij homogeen geheel van appartementsgebouwen uit het einde van de 19e eeuw.

## Geschiedenis

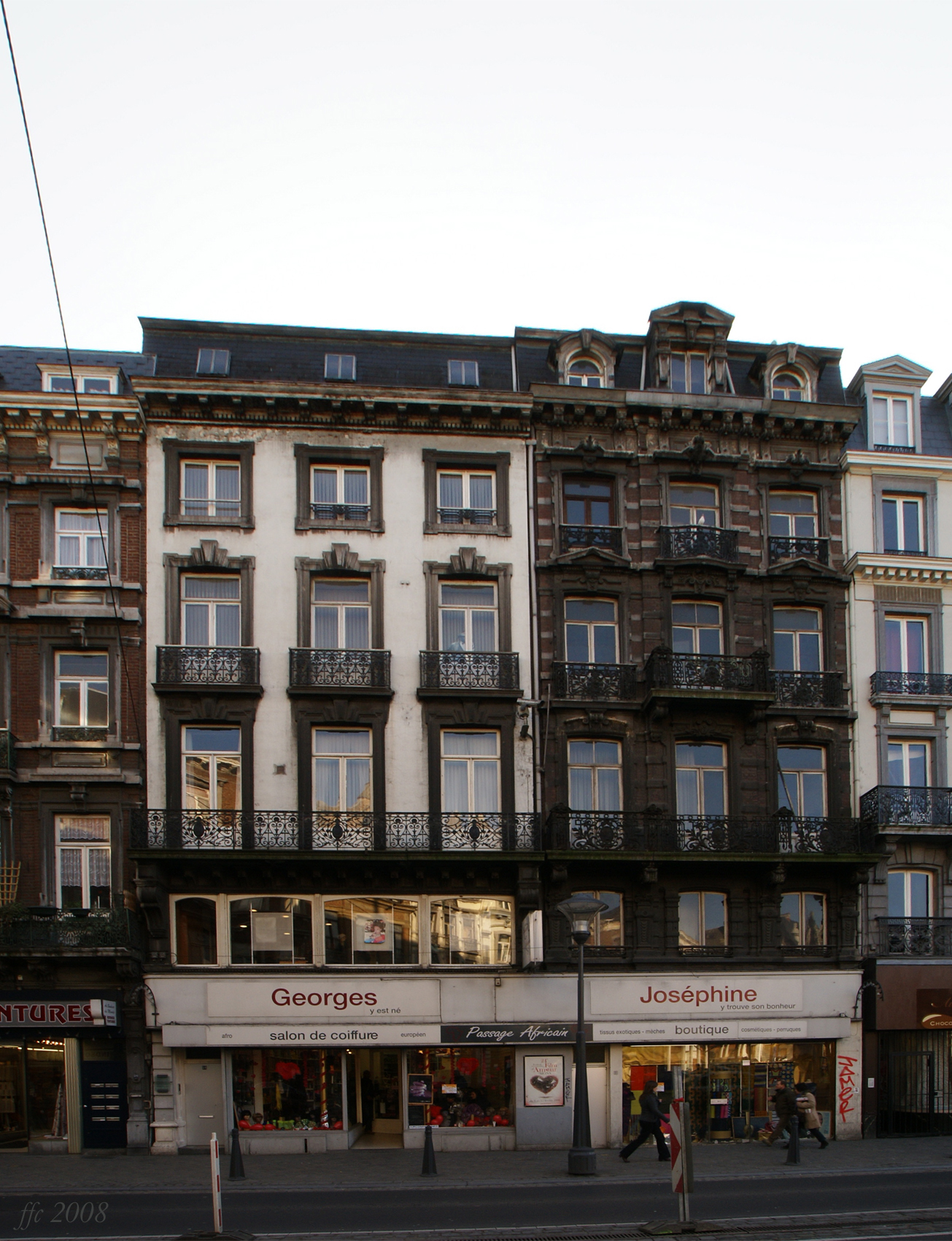
Geboortehuis van Georges Simenon

De straat werd in 1876, tijdens het koningschap van Leopold II, doorgetrokken in wat toen de wijk La Madeleine was. Zestien jaar eerder was de Pont des Arches ingehuldigd door Leopold I.
Op 12 februari 1903 werd schrijver Georges Simenon geboren op de tweede verdieping van huisnummer 26 (tegenwoordig nummer 24).
Op 27 januari 2010 werd de straat opgeschrikt door een hevige gasexplosie in het appartementsgebouw op huisnummer 18. Het hele pand stortte in, en er vielen 14 doden en een twintigtal gewonden.

## Aanpalende straten
- Pont des Arches
- Rue du Bex
- Rue du Casque
- Rue de la Cathédrale
- Place du Commissaire Maigret
- Rue de la Cité
- Rue Ferdinand Hénaux
- Rue Gérardrie
- Rue de Gueldre
- Rue Joffre
- Rue de la Madeleine
- Rue Pied du Pont des Arches
- Place Saint-Lambert
- Rue Sainte-Catherine
- Rue Souverain Pont